# Flash Back (Walibi Belgium)
Pour les articles homonymes, voir Flashback (homonymie).
Flash Back  est une attraction aquatique de type bûches, située dans le parc d'attractions Walibi Belgium. Inaugurée le 29 avril 1995, elle propose trois chutes dont une en arrière.

## Parcours
D'une capacité de 900 personnes par heure, les passagers s'assoient dans des bateaux accueillant six personnes maximum. Ces embarcations empruntent ensuite un canal couvert, qui mène à la première montée. Une fois en haut, l'esquif effectue une rotation via une plateforme rotative, afin de faire la première descente en marche arrière. Ensuite, les bateaux déambulent dans un chenal, qui est cette fois à l'extérieur. Après ce canal, l'ascension de la deuxième montée débute et les embarcations se retournent à nouveau afin de se remettre dans le bon sens. Elle est suivie par une deuxième chute. Celle-ci est une simple descente, où les photos sont prises. Ensuite, un second chenal extérieur est traversé, avant la dernière montée. Une fois en haut, l'esquif traverse une petite cabane, juste avant de commencer la descente finale. Celle-ci est composée d'une bosse, la divisant en deux chutes.

## Histoire
Walibi fête ses 20 ans en 1995 et investit 200 millions de BEF (environ 4.9 millions d'euros) dans trois nouveautés,. La principale est le Flash Back, un nouveau parcours de bûches construit par Mack Rides sur un hectare, en remplacement du circuit de bûches Rio Grande mis à la retraite après 16 ans d'activité. Le Rio Grande est relocalisé en 1996 à Walibi Sud-Ouest sous le nom Drakkar.
L'édification de l'attraction nécessite la réduction partielle de la superficie du lac principal. Original Factory, PME belge, est chargée de la conception et du thème du Flash Back. La PME a racheté Giant products et changera de nom pour Giant. Selon le scénario, le circuit de bûches est une usine à rajeunir : les passagers embarquent dans les esquifs pour en ressortir plus jeunes. Outre sa modernité et sa taille plus importante que le Rio Grande, la nouvelle attraction a également l'originalité de proposer une chute en marche arrière, le tout grâce à des plateformes rotatives.